# Mister George
Mister George is een Franse stripreeks die begonnen is in augustus 2003 met Serge Le Tendre en Rodolphe als schrijvers en Hugues Labiano als tekenaar.

## Albums
Alle albums zijn geschreven door Serge Le Tendre en Rodolphe, getekend door Hugues Labiano en uitgegeven door Le Lombard.
| Nummer | Titel  |
| ------ | ------ |
| 1      | Deel 1 |
| 2      | Deel 2 |